# Ахамер-Пифрадер, Гумберт
Гумберт Виктор Эмануэль Ахамер-Пифрадер (нем. Humbert Victor Emanuel Achamer-Pifrader; 21 ноября 1900, Теплице, Австро-Венгрия — 25 апреля 1945, Линц, Германия) — австрийский юрист, оберфюрер СС, командир айнзацгруппы A.

## Биография
Гумберт Ахамер-Пифрадер родился 21 ноября 1900 года. Его мать Элизабет Пифрадер (родилась 5 ноября 1872 года) была кухаркой в Теплице. В возрасте 15 лет добровольно поступил на службу в императорско-королевский земельный стрелковый полк «Триент» №1, в составе которого воевал на Итальянском фронте во время Первой мировой войны. В 1926 году он был принят Отто Штайнхойзлем в полицейское управление Зальцбурга и после двухгодичного военного и профессионального обучения был принят в офицерский состав. В 1929 году женился на Марии Хаузер, в браке с которой родилось 3 детей. В 1930 году начал изучать юриспруденцию и политические науки в университете Инсбрука и 7 июля 1934 года стал доктором права.
10 ноября 1931 года вступил в австрийскую НСДАП (билет № 614104). 10 ноября 1932 года на основании решения суда по делам опеки в Леобене принял двойную фамилию Ахамер-Пифрадер. В июне 1935 года из-за запрета нацистской партии в Австрии бежал в нацистскую Германию, где был принят на службу в баварскую политическую полицию. В начале сентября 1935 года был зачислен в СС (№ 275750). В апреле 1936 года был переведён в отделение гестапо в Берлине, где служил в секторе по «австрийским делам».
В 1940 году был назначен начальником Гестапо в Линце. В том же году стал начальником гестапо в Дармштадте. В 1941 году получил звание штандартенфюрера СС. С июля 1942 года был инспектором полиции безопасности и СД в Висбадене.
С 10 сентября 1942 года по 4 сентября 1943 года был командиром айнзацгруппы A, которая действовала в тыловом районе группы армий «Север» и осуществляла массовые убийства евреев. Кроме того, он был командиром полиции безопасности и СД в Остланде со штаб-квартирой в Риге.
1 января 1943 года получил звание оберфюрера СС, а 31 августа 1943 года был награждён Железным крестом 2-го класса за «отличную борьбу с бандитами (партизанами)». В сентябре 1943 года вернулся в Главное управление имперской безопасности и в 1944 году стал инспектором полиции безопасности и СД в Берлине.
В 1944 году Ахамер-Пифрадер был вовлечён в события после покушения на Гитлера 20 июля: он вместе с двумя офицерами и двумя связными прибыл в Бендлер-блок, где был арестован Клаусом фон Штауффенбергом. После провала восстания он принимал участие в арестах и расследованиях, проведённых полицией безопасности и СД, получив за это Немецкий крест в серебре. 25 апреля 1945 года во время инспекционной поездки он погиб из-за воздушной бомбёжки.

## Награды
- Железный крест II класса (31 августа 1943)
- Немецкий крест в серебре (1944)